# Sophie Duez
Sophie Duez (Nizza, 6 ottobre 1962) è un'attrice ed ex modella francese.

## Biografia
Ha iniziato come corista per Patrick Bruel, ha posato poi per la rivista Lui nel 1982 e fatto l'indossatrice per l'agenzia Elite. 
Il suo esordio nel cinema avviene nel 1984 nel film L'amico sfigato di Michel Blanc, che le vale una candidatura al Premio César per la migliore promessa femminile. Nel 1986 è protagonista di Una spina nel cuore di Alberto Lattuada, accanto ad Anthony Delon. Nel periodo successivo appare in vari telefilm mentre la carriera di attrice cinematografica passa in secondo piano. Negli anni ottanta si sposa con il batterista Manu Katché, con cui avrà due figlie.
Nel 2002 torna alla ribalta come sostenitrice di Lionel Jospin alle elezioni presidenziali. Nel 2008 viene eletta al consiglio comunale di Nizza per il Partito Socialista, dimettendosi però alla fine del 2009.

## Filmografia

### Cinema
- L'amico sfigato (Marche à l'ombre), regia di Michel Blanc (1984)
- Una spina nel cuore, regia di Alberto Lattuada (1986)
- Io odio gli attori (Je hais les acteurs), regia di Gérard Krawczyk (1986)
- Sécurité publique, regia di Gabriel Benattar (1987)
- Giovani gangsters: io, Tango e Rock (In extremis), regia di Olivier Lorsac (1988)
- Presunto violento (Présumé dangereux), regia di Georges Lautner (1990)
- Holozän, regia di Heinz Bütler e Manfred Eicher (1992)
- Serbie, année zéro, regia di Goran Marković (2000)
- Sudbata kato pluh, regia di Ivan Pavlov (2001)
- Les murs porteurs, regia di Cyril Gelblat (2007)
- Quartier lointain, regia di Sam Garbarski (2010)
- Barbecue, regia di Éric Lavaine (2014)
- Demi soeurs, regia di Saphia Azzeddine e François-Régis Jeanne (2018)

### Televisione
- L'histoire en marche – serie TV, episodi 1x02 (1985)
- L'ombra nera del Vesuvio – miniserie TV, 4 episodi (1986)
- Carlo Magno (Charlemagne, le prince à cheval) – miniserie TV, episodi 1x03 (1994)
- Aventures dans le Grand Nord – serie TV, episodi 1x03 (1995)
- Entre ces mains-là, regia di Arnaud Sélignac – film TV (1995)
- Ce que savait Maisie, regia di Édouard Molinaro – film TV (1995)
- Vagues de sang, regia di Arnaud Sélignac – film TV (1995)
- Flics de choc – serie TV, episodi 1x02 (1996)
- Strangers – serie TV, episodi 1x05 (1996)
- La femme de la forêt – miniserie TV (1996)
- Aventurier malgré lui, regia di Marc Rivière – film TV (1997)
- Commandant Nerval – serie TV, 1 episodio (1998)
- Fleurs de sel, regia di Arnaud Sélignac – film TV (1999)
- Passeur d'enfants – serie TV, episodi 1x05 (1999)
- Voleur de coeur, regia di Patrick Jamain – film TV (1999)
- N'oublie pas que tu m'aimes, regia di Jérôme Foulon – film TV (1999)
- L'été des hannetons, regia di Philippe Venault – film TV (2000)
- Sophie Rousseau: La vie avant tout – serie TV (2001)
- Sophie Rousseau, la vie avant tout: Nature mortelle, regia di Alain Tasma – film TV (2001)
- Quai nº 1 – serie TV, 12 episodi (1997-2001)
- La ligne noire – miniserie TV (2002)
- Il commissario Cordier (Commissaire Cordier) – serie TV, episodi 1x2 (2005)
- Laura, le compte à rebours a commencé – miniserie TV, 22 episodi (2006)
- Les Associés, regia di Alain Berliner – film TV (2009)
- Commissaire Magellan – serie TV, episodi 1x18 (2015)
- Joséphine, ange gardien – serie TV, episodi 12x05-17x05 (2009-2017)
- La mia vendetta (La vengeance aux yeux clairs) – serie TV, 14 episodi (2016-2017)
- Delitto a Cadenet (Crime dans le Luberon), regia di Éric Duret – film TV (2018)
- Camping paradis – serie TV, episodi 11x07-11x08 (2019)
- Delitto a... (Meurtres à...) – serie TV, episodi 6x07 (2019)
- Nina – serie TV, episodi 5x06 (2019)
- Cassandre – serie TV, episodi 4x02 (2019)
- Astrid e Raphaëlle – serie TV, episodio 2x05 (2021)